# تيموثي ويا
تيموثي ويا (بالإنجليزية: Timothy Weah)‏ هو لاعب كرة قدم أمريكي من أصل ليبري (من مواليد 22 فبراير 2000 في مدينة نيويورك الأمريكية)، يلعب في هجوم نادي يوفنتوس في الدوري الإيطالي والذي قدِم إليه صيف 2023 من نادي ليل الفرنسي ولعب أيضاً في نادي باريس سان جيرمان الذي ترعرع ويا في صفوف فريقه حتى صُعِّد معه لأول مرة للفريق الأول عام 2018، بعد أن تدرّج في فئاته السنية، يَمْتاز بالسرعة والقوة، وهو نجل لاعب كرة القدم الحاصل على جائزة الكرة الذهبية ورئيس ليبيريا السابق جورج ويا.

## المسيرة الاحترافية
بعد أن قضى 3 سنوات في أكادمية محلية في بلده الولايات المتحدة انضمّ ويا عام 2013 لأكادمية نادي نيويورك ريد بولز المنافس ضمن مصاف الدوري الأمريكي لكرة القدم، قبل أن يرحل عام 2014 إلى أشبال نادي باريس سان جيرمان الفرنسي الذي سبق أن لعِب له والده في تسعينيات القرن الماضي، وتدرّج في الفئات السنية للفريق الفرنسي حتى وقّع أول عقد له مع النادي كمُبتدئ في مايو 2016 لمدة موسمين، وتألّق مع فريق الشباب (أقلّ من 19 سنة) حيث شارك معهم في بطولة دوري أبطال أوروبا للشباب موسم 2017–18 في 11 مباراة، وسجّل 4 أهداف، ثمّ واصل تألّقه مع أشبال النادي حتى أقنع النادي بتوقيع عقده الاحترافي الأول بعد ذلك بعام (صيف 2017) ليقطع الطريق على أندية ميلان الإيطالي و‌تشيلسي الإنجليزي، وأندية فرنسية رغِبتْ في التعاقد معه، ويرتبط معه بعقدٍ يمتدّ لثلاث سنوات (حتى صيف 2020) قبل أن يلتحق بصفوف الفريق الأول الذي حظيَ بفرصة أول مشاركة معه يوم 3 مارس 2018 في مباراة في الدوري الفرنسي ضد فريق تروا بعد سلسلة من الغيابات ضربت النادي في خطّ الوسط والهجوم؛ غيابات شملت كلّ من نيمار، كيليان مبابي، ماركو فيراتي و‌خافيير باستوري، ليُسجّل مشاركته الأولى التي جاءت بعد 8312 يومٍ (أكثر من 22 سنة) على آخر مشاركة لوالده جورج مع الفريق الباريسي.

يوم 4 أغسطس 2018 كان يوماً مميَّزاً بالنسبة للاعب الأمريكي حيث تمكّن فيه من تسجيل أول هدف رسمي له بقميص باريس سان جيرمان في مرمى نادي موناكو في مباراة كأس الأبطال الفرنسي 2018، ليُساهم في فوز الفريق بالمباراة بنتيجة 4–0، ويتمكّن بالتالي من الظفر بأول ألقابه في المسابقة مع النادي الباريسي، ويُكمل رباعية محلية له مع النادي الباريسي في العام 2018، ويكون بالتالي قد ظفر بجميع الألقاب الممكنة في فرنسا.

## المسيرة الدولية
| # | التاريخ        | المكان                                      | الخصم     | الهدف | النتيجة | المسابقة               |
| - | -------------- | ------------------------------------------- | --------- | ----- | ------- | ---------------------- |
| 1 | 28 ماي 2018    | ملعب تالين إنيرجي، تشيستر، الولايات المتحدة | بوليفيا   | 3–0   | 3–0     | ودية                   |
| 2 | 16 نوفمبر 2021 | ملعب حديقة الاستقلال، كينغستون، جامايكا     | جامايكا   | 1–1   | 1–1     | تصفيات كأس العالم 2022 |
| 3 | 1 يونيو 2021   | ملعب تي كيو أل، سينسيناتي، الولايات المتحدة | المغرب    | 2–0   | 3–0     | ودية                   |
| 4 | 21 نوفمبر 2022 | ملعب أحمد بن علي، الريان، قطر               | ويلز      | 1–0   | 1–1     | كأس العالم 2022        |
| 5 | 9 سبتمبر 2023  | سيتي بارك، سانت لويس، الولايات المتحدة      | أوزبكستان | 1–0   | 3–0     | ودية                   |
| 6 | 8 يونيو 2024   | ملعب فيديكس فيلد، لانوفر، الولايات المتحدة  | كولومبيا  | 1–2   | 1–5     | ودية                   |

## وصلات خارجية
- تيموثي ويا على موقع الاتحاد الدولي (مؤرشف)  (الإنجليزية)
- تيموثي ويا على موقع الاتحاد الأوربي (الإنجليزية)
- تيموثي ويا على موقع إي إس بي إن إف سي (الإنجليزية)
- تيموثي ويا على موقع قاعدة بيانات كرة القدم.إي يو (الإنجليزية)
- تيموثي ويا على موقع ليكيب (الفرنسية)
- تيموثي ويا على موقع ناشيونال فوتبول تيمز (الإنجليزية)
- تيموثي ويا على موقع Soccerbase.com (لاعب) (الإنجليزية)
- تيموثي ويا على موقع Soccerway.com (الإنجليزية)
- تيموثي ويا على موقع عالم كرة القدم.نت (الإنجليزية)
- تيموثي ويا على موقع كووورة